# Olean
|  | Per a altres significats, vegeu «Olean (Missouri)». |

Olean és una població dels Estats Units a l'estat de Nova York. Segons el cens del 2000 tenia 15.347 habitants.

## Demografia
Segons el cens del 2000, Olean tenia 15.347 habitants, 6.446 habitatges, i 3.803 famílies. La densitat de població era de 999,2 habitants per km².
Dels 6.446 habitatges en un 29,1% hi vivien nens de menys de 18 anys, en un 42% hi vivien parelles casades, en un 13,2% dones solteres, i en un 41% no eren unitats familiars. En el 35,3% dels habitatges hi vivien persones soles el 14,1% de les quals corresponia a persones de 65 anys o més que vivien soles. El nombre mitjà de persones vivint en cada habitatge era de 2,29 i el nombre mitjà de persones que vivien en cada família era de 2,97.
Per edats la població es repartia de la següent manera: un 24,6% tenia menys de 18 anys, un 8% entre 18 i 24, un 27,2% entre 25 i 44, un 22,3% de 45 a 60 i un 17,9% 65 anys o més.
L'edat mediana era de 38 anys. Per cada 100 dones de 18 o més anys hi havia 84,3 homes.
La renda mediana per habitatge era de 30.400 $ i la renda mediana per família de 38.355 $. Els homes tenien una renda mediana de 32.341 $ mentre que les dones 22.469 $. La renda per capita de la població era de 17.169 $. Entorn del 13,9% de les famílies i el 15,9% de la població estaven per davall del llindar de pobresa.

## Poblacions properes
El següent diagrama mostra les poblacions més properes.